# Petalax
Petalax (en finois Petolahti) est une ancienne municipalité de la région d'Ostrobotnie au centre-ouest de la Finlande. Elle a été incorporée à la municipalité de Malax en 1973.
La population est d'environ 1 200 personnes, et la langue principale est le suédois.

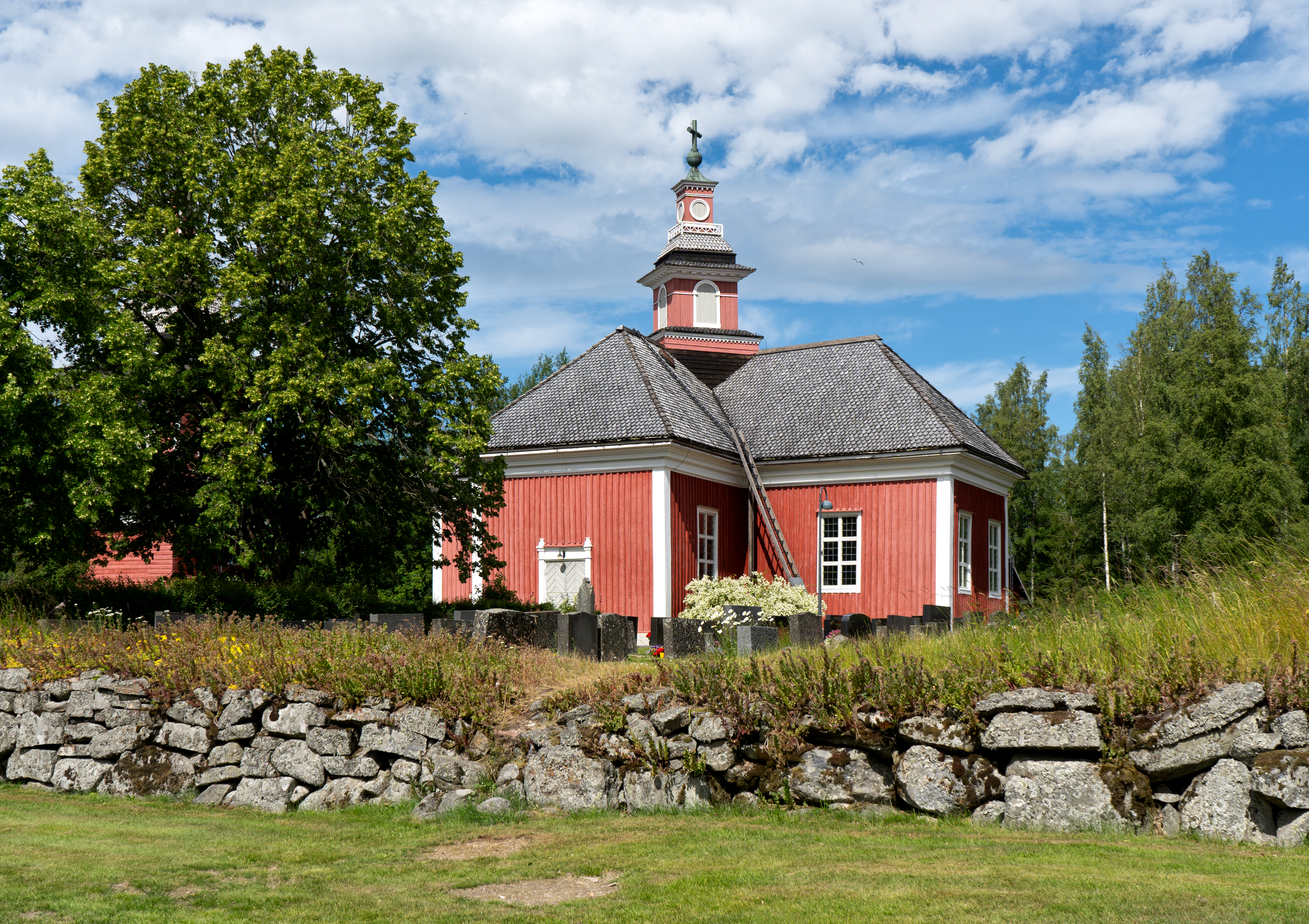
L'église de Petalax.